# Хантер, Аллан
Аллан Хантер (англ. Allan Hunter; род. 30 июня 1946, Шен Миллс) — североирландский футболист, защитник. Наиболее известен по выступлениям за «Ипсвич Таун». Провёл 53 матча за сборную Северной Ирландии.

## Карьера
Профессиональную карьеру начал в «Колрейне» со своим братом Виктором. Затем выступал за «Олдем Атлетик» и «Блэкберн Роверс».
В 1969 году перешёл в «Ипсвич Таун» за £60000, за который выступал на протяжении 11 лет. Всего во всех турнирах провёл за клуб более 350 матчей, в 1978 году стал победителем Кубка Англии.
В 1982 году перешёл в «Колчестер Юнайтед», выступая в качестве играющего тренера. Покинул клуб после самоубийства одного из игроков — Джона Лайонса.
После завершения карьеры остался жить в Саффолке. В 2009 году включён в Зал славы «Ипсвича».